# Russell Hitchcock
Russell Charles Hitchcock (Melbourne; 15 de junio de 1949), más conocido artísticamente como Russell Hitchcock es un cantautor y músico australiano, conocido por ser el vocalista líder del dúo Air Supply. Ha aportado su voz en exitosos sencillos como "Making Love Out of Nothing at All" (canción compuesta por Jim Steinman que logró ubicarse en la segunda posición de la lista Billboard Hot 100), "Even The Nights Are Better", "Every Woman in the World" y "Lost In Love".

## Biografía

### Inicios
Russell Hitchcock nació en la ciudad de Melbourne, Victoria, donde estudió en la South Brunswick State School. Empezó a interesarse en la música cuando su hermana compró un equipo de sonido para escuchar sus discos de 12 pulgadas. Sus primeras influencias fueron artistas como Frank Sinatra y Tony Bennett, pero su real interés nació cuando recibió de un amigo de escuela un sencillo de Los Beatles, asistiendo en 1964 a un concierto que la banda de Liverpool realizó en Melbourne. En el año 1965, a la edad de 16 años, abandonó los estudios para trabajar como vendedor en un pequeño comercio. En esa época tocaba la batería y era el vocalista principal de una banda llamada 19th Generation.

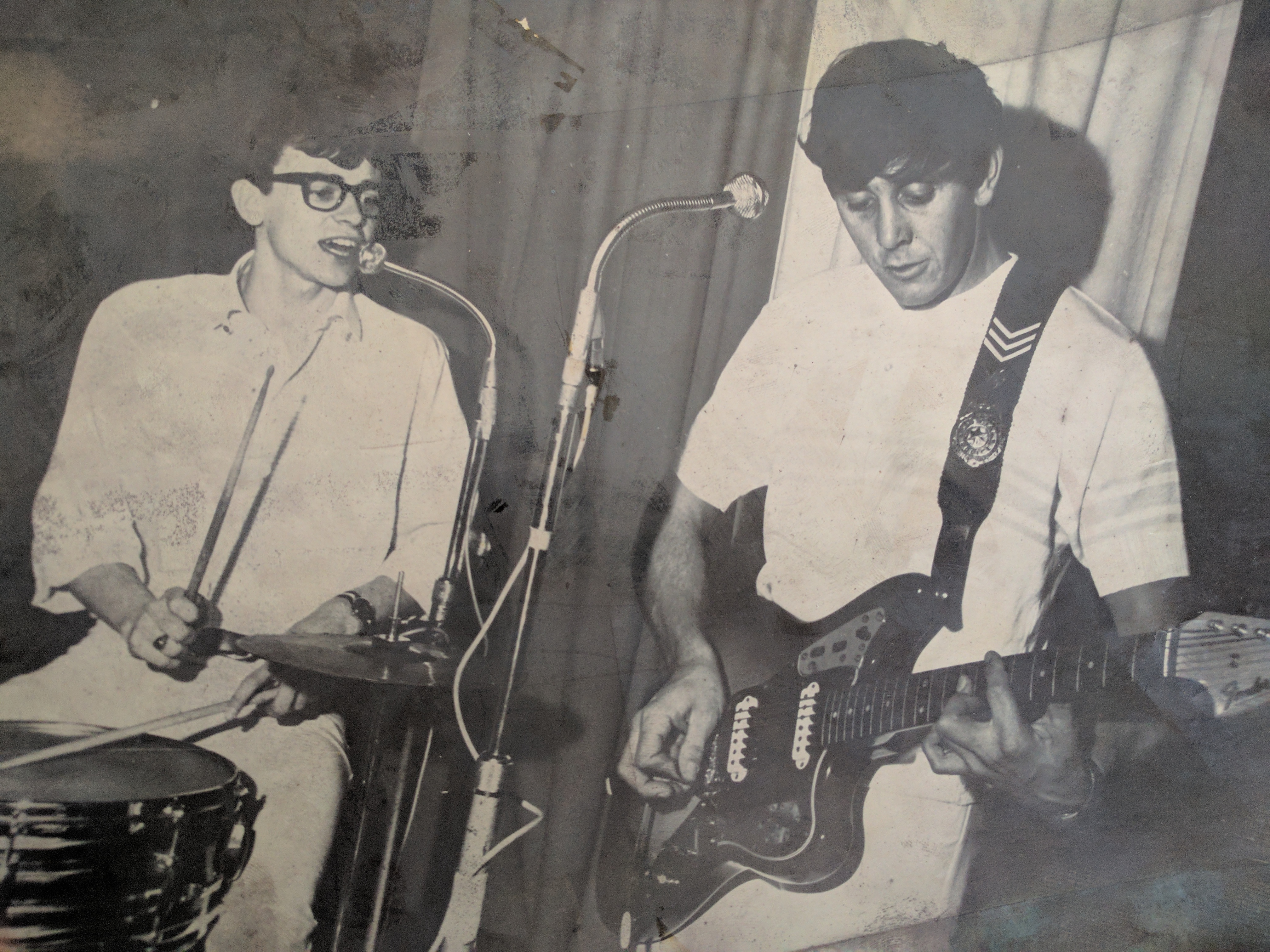
Hitchcock (izquierda) tocando la batería y cantando con la agrupación 19th Generation.

A los 20 años consiguió un empleo en una compañía de computadoras donde trabajó durante tres años antes de ser ascendido y transferido a la ciudad de Sídney. Viviendo en dicha ciudad, su novia lo convenció para que se presentara a la prueba de selección de la adaptación de la obra musical Jesucristo Superstar de Andrew Lloyd Webber y Tim Rice, donde conoció al guitarrista, compositor y cantante Graham Russell. Graham empezó a mostrarle sus composiciones a Russell y después de un tiempo comenzaron a hacer música juntos, presentándose en bares y cafés de la ciudad con solamente una guitarra y las voces de ambos. Un año más tarde se reunieron con Jeremy Paul y otros músicos, formando la agrupación Air Supply y publicando el sencillo "Love and Other Bruises" en noviembre de 1976.

### Air Supply y trabajo como solista

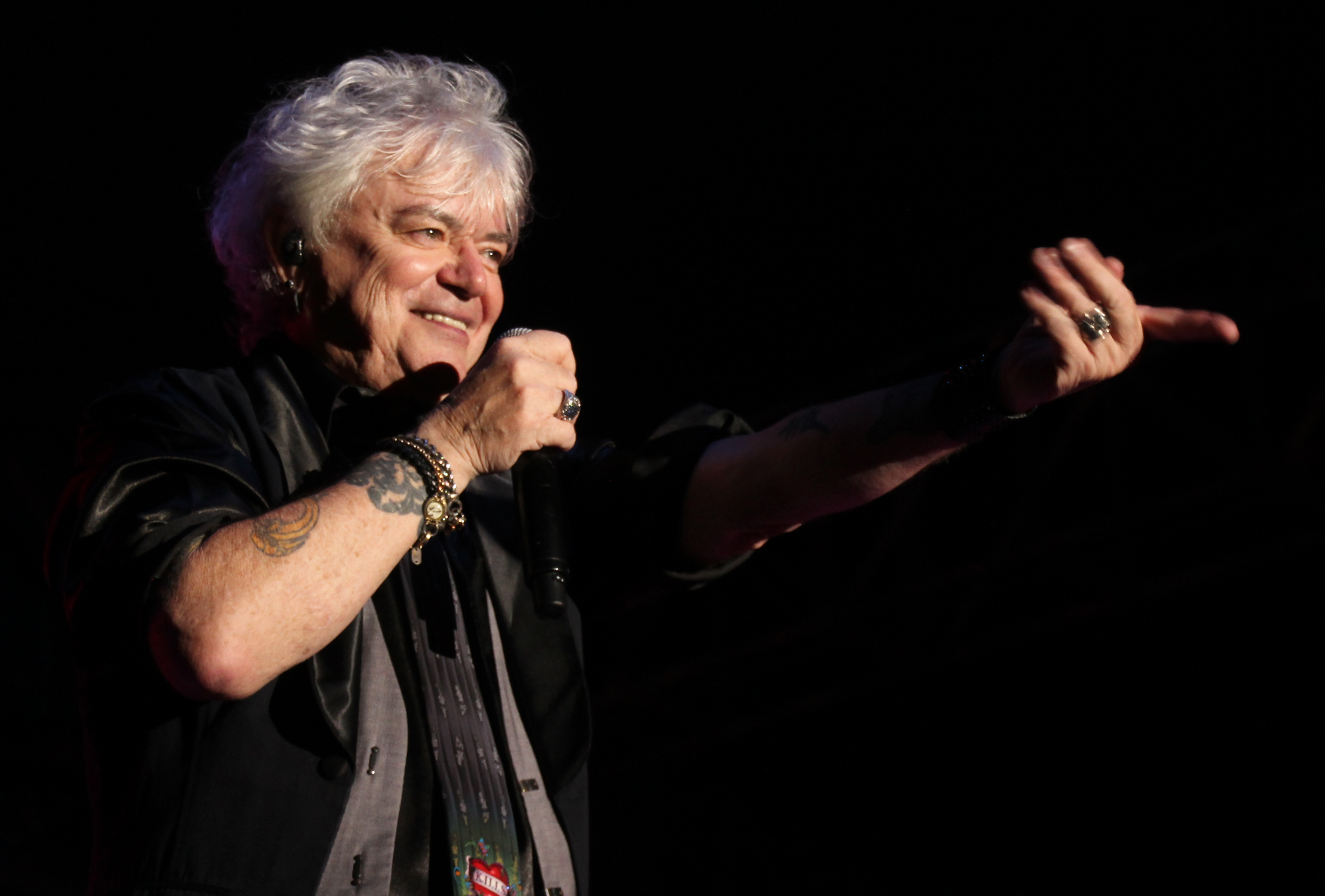
Russell Hitchcock con Air Supply en 2015.

En 1976 grabaron su primer álbum de estudio titulado Air Supply, el cual logró un éxito inmediato ocupando el quinto puesto en las listas de éxitos australianas. A partir de entonces ha grabado un total de 21 álbumes con Air Supply, banda con la cual ha vendido más de 100 millones de discos y ha obtenido numerosos premios y reconocimientos alrededor del mundo. También ha sido reconocido por la crítica y por el público por su inconfundible voz.
En 1988 el músico publicó su primer álbum como solista, titulado simplemente Russell Hitchcock. En 1990 su sencillo "Swear To Your Heart" tuvo éxito en las listas y fue utilizado en la banda sonora de la película Aracnofobia de Frank Marshall. Diecinueve años después publicó su segundo disco como solista, Take Time. En 2011 incursionó en la música country con el lanzamiento de su tercer disco en solitario, Tennessee: The Nashville Sessions.

### Plano personal
Hitchcock es hijo de Mal y Bette y tiene una hermana llamada Gail. El 9 de abril del año 2000 contrajo matrimonio con Laurie Hitchcock. El músico tiene una hija, Sydney Rose Hitchcock, nacida en mayo de 1988 fruto de un matrimonio anterior.
En 2001 la pareja tiene a su segundo hijo Jon Hitchcock
Actualmente casado con Cari Hitchcock.

## Discografía

### Solista

#### Álbumes de estudio
- Russell Hitchcock (1988)
- Take Time (2009)
- Tennessee: The Nashville Sessions (2011)

#### Sencillos
- 1988: Where Did The Feeling Go?
- 1988: The Sun Aint Gonna Shyne Anymore
- 1990: Swear To Your Heart
- 1989: De todos Modos (with Ednita Nazario)
- 1995: Its It You (feat. Rita Coolidge)
- 1997: I'm Australian (with Judith Durham featuring Mandawuy Yunupingu)
- 2011: Far Enough Away From Colorado

### Con Air Supply
| - 1976: Air Supply - 1977: The Whole Thing's Started - 1977: Love & Other Bruises - 1979: Life Support - 1980: Lost in Love - 1981: The One That You Love - 1982: Now and Forever - 1985: Air Supply - 1986: Hearts In Motion | - 1987: The Christmas Album - 1991: The Earth Is... - 1993: The Vanishing Race - 1995: News From Nowhere - 1997: The Book of Love - 2001: Yours Truly - 2003: Across The Concrete Sky - 2005: Love Songs - 2010: Mumbo Jumbo |